# Lepidostoma quila
Lepidostoma quila is een schietmot uit de familie Lepidostomatidae. De soort komt voor in het Neotropisch en het Nearctisch gebied.